# Chernobil

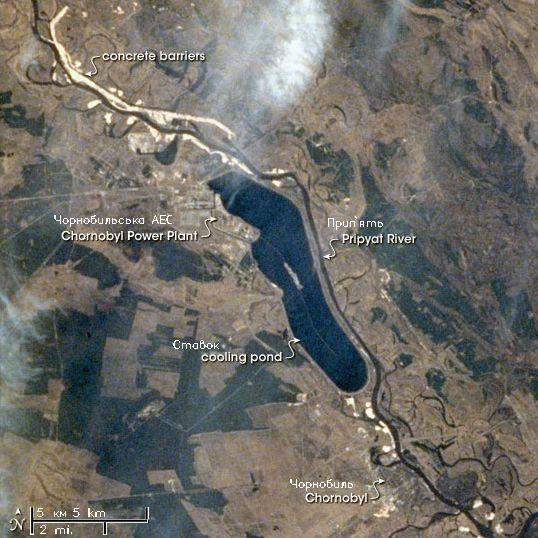
Foto de Chernobil tirada pela estação Mir indicando a localização do acidente nuclear ocorrido em 1986.

Chernobil, Chernóbil, Chernobyl, Tchernobil ou Tchernóbil (em ucraniano Чорнобиль, transl. Tchornobil') é uma cidade fantasma localizada no norte do Oblast de Quieve, na Ucrânia, perto da fronteira com a Bielorrússia.
Em meados da década de 1970, foi construída pela União Soviética uma central nuclear no noroeste da cidade. Entretanto, essa cidade não era a residência dos trabalhadores da usina. Quando a usina estava em construção, Pripyat, uma cidade maior e mais perto da usina, foi planejada e construída como residência para os trabalhadores.
Em 26 de abril de 1986, ocorreu o acidente nuclear de Chernobil. O reator número 4 da central de Chernobil teve problemas técnicos e liberou uma nuvem radioativa contaminando pessoas, animais e o meio ambiente de uma vasta extensão de terras.

## Etimologia
A palavra Tchornobyl (também traduzida como Čornobyl') pode ter surgido a partir da união das palavras чорний (tchorny, "preto") e билля (billya, "grama" ou "folhas"), portanto, pode significar grama preta ou folhas pretas.[carece de fontes?] Há também especulações de que o nome da cidade tenha derivado da planta Artemisia vulgaris.

## Acidente nuclear
Em 26 de abril de 1986, ocorreu o acidente nuclear de Chernobil. O reator número 4 da central de Chernobil teve problemas técnicos e liberou uma nuvem radioativa contaminando pessoas, animais e o meio ambiente de uma vasta extensão de terras.

### Chernobilite
Chernobilite é o nome descrito por duas fontes de mídia para formações cristalinas altamente radioativas e incomuns encontradas na usina nuclear de Chernobil após a explosão. Foi descoberto devido ao acidente nuclear de Chernobil.

### Medidas de descontaminação

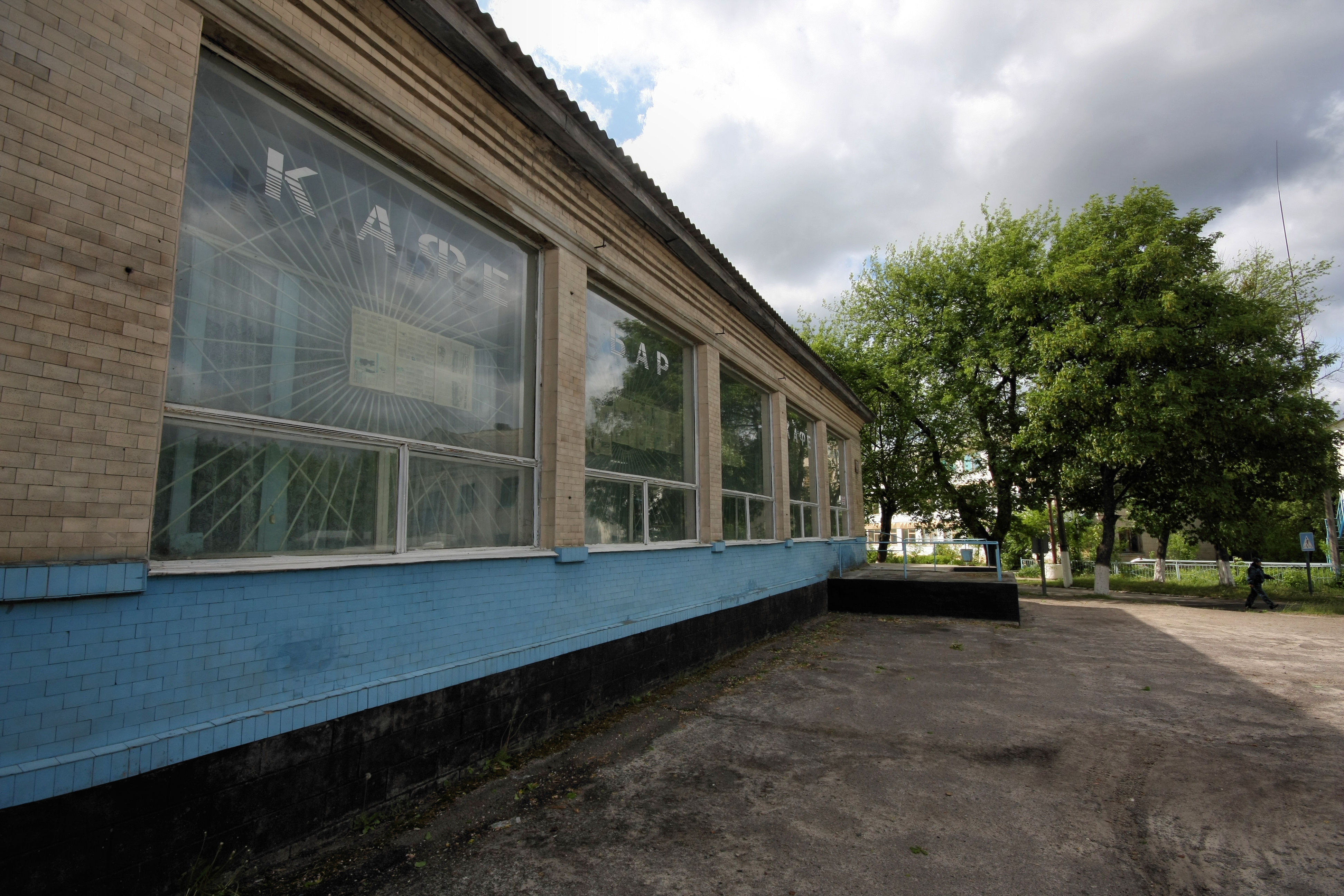
Um café abandonado em Chernobil

Uma espécie de "caixão" de betão (concreto), aço e chumbo foi construído sobre o reator que explodiu, a fim de isolar o material radioativo que ali se concentra. O combustível nuclear chega a 200 toneladas de núcleo do reator e uma espécie de magma radioativo.
Mesmo assim, não foi possível a reocupação de todas as áreas que foram contaminadas. (Pivovarov & Mikhalev 2004). Cinco milhões de hectares de terras foram inutilizados e houve contaminação significativa de florestas.

## Invasão russa
Durante a Invasão da Ucrânia pela Rússia em 2022, a usina de Chernobil foi palco de um confronto entre as forças russas e ucranianas, conhecido como a Batalha de Chernobil. Chernobil é um corredor importante para a capital Kiev, onde as tropas russas podem vir da Bielorrússia até a capital do país, a menos de 100 km de distancia. Dando início assim a Batalha de Kiev.